# بولویک
بولویک (به آلمانی: Bollewick) یک شهر در آلمان است که در Mecklenburgische Seenplatte District  واقع شده‌است. بولویک ۶۷۳ نفر جمعیت دارد.